# Lijst van stadsbibliothecarissen van Brugge
De openbare bibliotheek of stadsbibliotheek van Brugge, ook bekend onder de naam De Biekorf, is een meer dan twee eeuwen oude culturele instelling.

## De bibliotheek
Niet alleen is ze een van de belangrijkste van het land als uitleenbibliotheek, maar tevens behoort ze tot het handjevol wetenschappelijke bibliotheken (ook soms bewaarbibliotheken of erfgoedbibliotheken genoemd) met een rijkdom aan merkwaardige handschriften en boeken.
In Brugge horen de meeste bibliothecarissen tot de historische personen van de stad. Zij speelden er een belangrijke rol en zowel door hun organisatorische activiteiten als door hun publicaties hadden zij een belangrijke invloed en lieten zij een blijvende herinnering na. Sommigen hebben zelfs, buiten of na hun functie als bibliothecaris, een nationale (of zelfs internationale) rol gespeeld.
Informatie over deze bibliotheek is te vinden onder Openbare Bibliotheek Brugge.

## De bibliothecarissen
Over elk van de stadsbibliothecarissen en over enkele adjunct-bibliothecarissen vindt men meer informatie onder het lemma dat aan hen persoonlijk is gewijd.
- William Frederic Edwards
- Pierre-Jacques Scourion
  - Jules Van Praet
- Joseph-Octave Delepierre
- Pierre-Joseph Laude
- Gustaaf-Julien Claeys
- Alfons De Poorter
- Walter Bossier
- Jan Vandamme
  - Jozef Ghyssaert, wetenschappelijke bibliotheek
- Leen Speecke
  - Ludo Vandamme, wetenschappelijke bibliotheek
- Koen Calis